# Oziornyj (obwód iwanowski)
Oziornyj (ros. Озёрный) – wieś (sieło) w Rosji, w obwodzie iwanowskim, w rejonie iwanowskim. W 2010 liczyła 795 mieszkańców.